# Лапорт (окръг, Индиана)
Окръг Лапорт (на английски: LaPorte County) е окръг в щата Индиана, Съединени американски щати. Площта му е 1588 km², а населението е 112 417 души (1 април 2020). Административен център е град Лапорт.